# Homalomelas quadridentatus
Homalomelas quadridentatus är en skalbaggsart som beskrevs av Charles Joseph Gahan 1906. Homalomelas quadridentatus ingår i släktet Homalomelas och familjen långhorningar.
Artens utbredningsområde är Sri Lanka. Inga underarter finns listade i Catalogue of Life.